# 理趣経
『理趣経』（りしゅきょう）、正式名称『般若波羅蜜多理趣百五十頌』（はんにゃはらみったりしゅひゃくごじゅうじゅ、梵: Prajñāpāramitā-naya-śatapañcaśatikā, プラジュニャーパーラミター・ナヤ・シャタパンチャシャティカー）は、『金剛頂経』十八会の内の第六会にあたる『理趣広経』の略本に相当する密教経典である。主に真言宗各派で読誦される常用経典である。
『百五十頌般若』（ひゃくごじゅうじゅはんにゃ、梵: Adhyardhaśatikā prajñāpāramitā, アディヤルダシャティカー・プラジュニャーパーラミター）、『般若理趣経』（はんにゃりしゅきょう）と呼ぶこともある。
真言宗では、不空訳『大楽金剛不空真実三摩耶経』（たいらきんこうふこうしんじさんまやけい、大楽金剛不空真実三摩耶経・般若波羅蜜多理趣品、大正蔵243）を指す。

## 沿革
最もよく読誦されているものは、不空が763年（広徳元年）から771年（大暦6年）にかけて訳した訳本である。五種類の類似経典があり、玄奘訳の『大般若波羅蜜多経・第十会・般若理趣分（理趣分経）』も『理趣経』の異訳と見なされており、玄奘訳の『理趣分経』が最古のテキストである。不空訳の『理趣経』は「般若経」系テキストを原流として、『真実摂経』を編纂したグループが密教経典として発達させたものであると考えられている。鎌倉時代には、性的な儀式を信奉する密教集団（「彼の法」集団）のもととなる憂き目にあったこともある。

## 概要
この経典は『般若波羅蜜多理趣品』（原タイトルは『百五十頌般若』）とあることから、般若部の経典とされているが、内容的に見れば方等部の密教経典群に位置するという見方もある。理趣とは、道筋の意味であり、「般若の知恵に至るための道筋」の意味である。他の密教の教えが全て修行を前提としている為、専門の僧侶でないと読んでもわからないのに対し、『般若理趣経』は行法についてほとんど触れておらず、一般向けの密教の入門書という位置づけだと考えられている。
真言宗では、18会からなる『金剛頂経』系テキストの内、読誦の功徳を強調する『理趣経』を毎日の勤行で唱えるのが習わしである。『大日経』や『金剛頂経』に含まれる他の教典には、読誦の功徳の記述が無いので、常用経典として用いない。これは、他の教典は、ほとんどが密教の行法の解説であるからであるとも松長有慶は考えている。真言宗では、伝法灌頂までの修行や教学にて『大日経』や『金剛頂経』の教義を習得する。
普通、経典は呉音で読まれるのが一般的であるが、真言宗では『理趣経』が日本に伝来した時代の中国語の音から漢音で読誦する。例えば、経題の『大楽金剛不空真実三摩耶経』は「たいら（く）きんこうふこうしんじ（つ）さんまやけい」（カッコ内は読経時には読まない。呉音読みなら「だいらくこんごうふくうしんしつさんまやきょう」となる）と読み、本文の最初の「如是我聞」は他のほとんどの経では呉音読みで「にょぜがもん」と読むが、『理趣経』では「じょしがぶん」と読む。俗に、内容が性的な境地も清浄であるという誤解を招きやすい内容なので、分からないように漢音で読誦するともいわれていたが、松長は漢音使用の政府の命令に従っただけであろうと考えている。

## 構成
『理趣経』は、最初の序説と最後の流通（るつう）を除くと、17の章節で構成されている。
1. 大楽の法門 - 金剛薩埵の章
2. 証悟の法門 - 大日如来の章
3. 降伏の法門 - 釈迦牟尼如来の章
4. 観照の法門 - 観自在菩薩の章
5. 富の法門 - 虚空蔵菩薩の章
6. 実働の法門 - 金剛拳菩薩の章
7. 字輪の法門 - 文珠師利菩薩の章
8. 入大輪の法門 - 纔発心転法輪菩薩の章
9. 供養の法門 - 虚空庫菩薩の章
10. 忿怒の法門 - 摧一切魔菩薩の章
11. 普集の法門 - 普賢菩薩の章
12. 有情加持の法門 - 外金剛部の諸天の章
13. 諸母天の法門 - 七天母の章
14. 三兄弟の法門 - 三高神の章
15. 四姉妹の法門 - 四天女の章
16. 各具の法門 - 四波羅蜜の大曼荼羅の章
17. 深秘の法門 - 五種秘密三摩地の章（五秘密尊）

それぞれの章節には内容を端的に表した印契と真言があり、真言僧は必要に応じてこの印明を修する。

## 十七清浄句
真言密教では、「自性清浄」という思想が根本にある。これは天台宗の本覚思想と対比、また同一視されるが、そもそも人間は生まれつき汚れた存在ではないというものである。『理趣経』は、この自性清浄に基づき人間の営みが本来は清浄なものであると述べているのが特徴。
特に最初の部分である大楽（たいらく）の法門においては、「十七清浄句」といわれる17の句偈が説かれている。初句:「妙適清浄の句」の句とは文章の句のことではなく、ごく軽く事というほどの意味である。　
また、初句は総論で、四の四倍の十六の各論に総論を一つ足して十七句となっている。
1. 妙適淸淨句是菩薩位 - 男女交合の妙なる恍惚は、清浄なる菩薩の境地である
2. 慾箭淸淨句是菩薩位 - 欲望が矢の飛ぶように速く激しく働くのも、清浄なる菩薩の境地である
3. 觸淸淨句是菩薩位 - 男女の触れ合いも、清浄なる菩薩の境地である
4. 愛縛淸淨句是菩薩位 - 異性を愛し、かたく抱き合うのも、清浄なる菩薩の境地である
5. 一切自在主淸淨句是菩薩位 - 男女が抱き合って満足し、すべてに自由、すべての主、天にも登るような心持ちになるのも、清浄なる菩薩の境地である
6. 見淸淨句是菩薩位 - 欲心を持って異性を見ることも、清浄なる菩薩の境地である
7. 適悅淸淨句是菩薩位 - 男女交合して、悦なる快感を味わうことも、清浄なる菩薩の境地である
8. 愛淸淨句是菩薩位 - 男女の愛も、清浄なる菩薩の境地である
9. 慢淸淨句是菩薩位 - 自慢する心も、清浄なる菩薩の境地である
10. 莊嚴淸淨句是菩薩位 - ものを飾って喜ぶのも、清浄なる菩薩の境地である
11. 意滋澤淸淨句是菩薩位 - 思うにまかせて、心が喜ぶことも、清浄なる菩薩の境地である
12. 光明淸淨句是菩薩位 - 満ち足りて、心が輝くことも、清浄なる菩薩の境地である
13. 身樂淸淨句是菩薩位 - 身体の楽も、清浄なる菩薩の境地である
14. 色淸淨句是菩薩位 - 目の当たりにする色も、清浄なる菩薩の境地である
15. 聲淸淨句是菩薩位 - 耳にするもの音も、清浄なる菩薩の境地である
16. 香淸淨句是菩薩位 - この世の香りも、清浄なる菩薩の境地である
17. 味淸淨句是菩薩位 - 口にする味も、清浄なる菩薩の境地である

このように、十七清浄句では男女の性行為や人間の行為を大胆に肯定している。
仏教において顕教では、男女の性行為はどちらかといえば否定される向きがある。これに対し『理趣経』では上記のように欲望を完全否定していないことから、「男女の交歓を肯定する経典」などと色眼鏡的な見方でこの経典を語られることがあったり、十七清浄句は欲望の単なる肯定であると誤解されたり、また欲望肯定（或は男女性交）＝即身成仏であると誤解されたりする向きも多い。しかしこれは真言密教の自性清浄を端的に表した句偈である。
『理趣経』の最後の十七段目は「百字の偈」と呼ばれ、一番中心となっている部分だが、
「人間の行動や考えや営み自体は本来は不浄なものではない。しかし、人たるものそれらの欲望を誤った方向に向けたり、自我にとらわれる場合が問題なのだ、そういう小欲ではなく世の為人の為という慈悲の大欲を持て。
大欲を持ち、衆生の為に生死を尽くすまで生きることが大切である」と説き、「清浄な気持ちで汚泥に染まらず、大欲を持って衆生の利益を願うのが人の務めである」と説かれていることがその肝要である。
中村元は「欲望を持ち、煩悩に悩まされている凡夫の暮らしのなかに、真理に生きる姿を認めようというのが『理趣経』の立場である」と解釈している。
このような思想は両部の大法のもう一方である『大日経』の「受方便學處品第十八」にも見られる。
ちなみに、『理趣経』を使った『理趣経法』は、四度加行を実践して前行をしてからでないと伝授してはならないという厳しい規則がある。

### 展開
この十七清浄句が述べられていることによって、古来よりいろいろな解釈や研究が行われ、また事件があった。
特に有名なのは、最澄の理趣釈経借経（経典を借りる）事件である。日本天台宗の開祖である最澄は、当時はまだ無名で若輩の空海に辞を低くして弟子入りし、弘仁3年（812年）11月から12月に密教の伝授を受け、灌頂も受けた。最澄と空海の仲は当初非常によく、二人の間にやり取りした手紙は現在23通現存している。しかし、最澄は天台教学の確立を目指し繁忙だったという理由で、空海から借経を幾度となく繰り返していた。空海は快く応じていたが、弘仁4年（813年）11月23日、この『理趣経』の解説本である、不空の『理趣釈経』を借りようとして空海から遂に丁重に断られた。これは、修法の会得をしようとせず、経典を写して文字の表面上だけで密教を理解しようとする最澄に対して諌めたもので、空海は密教では経典だけではなく修行法や面授口伝を尊ぶこと、最澄が著書で不空の法は自分の奉じている『法華経』より劣ると密教をけなしたこと、面授や修行なしにこの経文を理解することは師匠も弟子も無益で地獄に落ちる振る舞いであることを理由に借経を断ったという。俗に、この『理趣経』の十七清浄句が、男女の性交そのものが成仏への道であるなど間違った解釈がなされるのを懼れたためといわれている。
空海は、その後東寺を完全に密教寺院として再編成し、真言密教以外の僧侶の出入りを禁じて、自分の選定した弟子にのみ、自ら選んだ経典や原典のみで修行させるという厳しい統制をかけた。
また、鎌倉時代には、『理趣経』を依経とし性的思想を信奉した名称不明の密教集団（「彼の法」集団）が発生し、真言立川流の心定から弾圧されて消滅した歴史もある。ただし、「彼の法」教団の教義は、それを弾圧した立川流の心定の『受法用心集』にしか残っていない。

### 民間への普及と功徳
『理趣経』は本文中で読誦の功徳（ご利益）を明確に謳っている珍しい教典である。
功徳の最たるものは悟りへの道筋が開けることであるが、もっと卑俗な所で、病気よけや収入増加の利益があるとして民間で尊ばれてきた。ただし、上記のような禁忌があるため、戦前までは在家が経文の内容を理解することは厳しく戒められ、法事の時に和尚の読経に檀家が唱和することも禁じられていた。漢音で読むのも内容を在家に分からせないためだといわれていたという。戦後は一般向け解説書も出版され、朝の読経や法事でよく読誦されている。
また、真言宗をはじめ天台宗や曹洞宗等でも、「大般若転読加持法」あるいは「大般若経転読会」として、『理趣経』の先行経典である『理趣分経』 が読誦されている。民間ではこの読経の時の風にあたると、風邪を引かないとして信仰されている。
ちなみに、天台座主の山田恵諦は、比叡山で修行する小僧達に、「君たちはおこづかいがもらえるかね？おこづかいが欲しいと思ったら、『理趣分経』を1000回読みなさい」と薦めていた。なお、『理趣分経』は前述のとおり、『理趣経』の異本。